# Stockdale (Texas)
Stockdale es una ciudad ubicada en el condado de Wilson en el estado estadounidense de Texas. En el Censo de 2010 tenía una población de 1442 habitantes y una densidad poblacional de 337,23 personas por km².

## Geografía
Stockdale se encuentra ubicada en las coordenadas 29°14′10″N 97°57′50″O / 29.23611, -97.96389. Según la Oficina del Censo de los Estados Unidos, Stockdale tiene una superficie total de 4.28 km², de la cual 4.28 km² corresponden a tierra firme y (0%) 0 km² es agua.

## Demografía
Según el censo de 2010, había 1442 personas residiendo en Stockdale. La densidad de población era de 337,23 hab./km². De los 1442 habitantes, Stockdale estaba compuesto por el 85.3% blancos, el 1.39% eran afroamericanos, el 0.69% eran amerindios, el 0.07% eran asiáticos, el 0% eran isleños del Pacífico, el 10.26% eran de otras razas y el 2.29% pertenecían a dos o más razas. Del total de la población el 50.76% eran hispanos o latinos de cualquier raza.